# Marquesado de Zarreal
El marquesado de Zarreal es un título nobiliario español creado el 20 de diciembre de 1653 por el rey Felipe IV a favor de Francisco de Orozco y Ribera, II marqués de Mortara, I marqués de Olías y señor de Zarreal.

## Marqueses de Zarreal
|                                 | Titular                                          | Periodo                |
| Creación por Felipe IV          | Creación por Felipe IV                           | Creación por Felipe IV |
| ------------------------------- | ------------------------------------------------ | ---------------------- |
| I                               | Francisco María de Orozco Ribera y Pereira       | 1653-1669              |
| II                              | Juan Antonio de Orozco y Manrique de Lara        | 1669-1700              |
| III                             | Francisco de Orozco Manrique de Lara y Zapata    | 1700-¿?                |
| IV                              | Pío Ángelo Orozco y Manrique de Lara             | ¿?-1727                |
| V                               | Ana María de Orozco Manrique de Lara y Villela   | 1727-¿?                |
| VI                              | Joaquín Antonio Osorio y Orozco Manrique de Lara | ¿?-1782                |
| VII                             | Benito Osorio Orozco y Lasso de la Vega          | 1782-1800              |
| Rehabilitación por Alfonso XIII |                                                  |                        |
| VIII                            | María Teresa de Losada y González de Villalaz    | 1923-1967              |
| IX                              | Emilio Losada y Drake                            | 1968-1970              |
| X                               | María del Carmen Losada y Penalva                | 1970-2021              |
| XI                              | Luis Emilio Rose Losada                          | 2022-actual titular    |

## Historia de los marqueses de Zarreal
- Francisco María de Orozco Ribera y Pereira (m. 26 de diciembre de 1669),[2], I marqués de Zarreal, I marqués de Olías, II marqués de Mortara y caballero de la Orden de Santiago.

Casó con Isabel Manrique de Lara. Le sucedió su hijo:
- Juan Antonio de Orozco y Manrique de Lara (m. El Escorial, 26 de abril de 1700), II marqués de Zarreal,[3] II marqués de Olías, III marqués de Mortara y marqués de Sarrial y marqués de Cabra en Portugal.

Casó con María Micaela Zapata y Chacón (m. 22 de marzo de 1719), dama de la reina Mariana de Austria e hija de Francisco de Zapata y de Isabel Josefa Chacón y Cárdenas. Le sucedió su hijo:
- Francisco de Orozco Manrique de Lara y Zapata (1677-21 de diciembre de 1729), III marqués de Zarreal,[5][6] III marqués de Olías, IV marqués de Mortara[6] y marqués de Sarrial y de Cabra en Portugal.

Casó en 1705 con Isabel Antonia de Villela y Vega (m. 16 de septiembre de 1724), IV condesa de Lences, VI condesa de Triviana y IV vizcondesa de Villerías, hija de Antonio Joaquín de Villela e Idiáquez-Butrón y Mújica, V conde de Triviana, III conde de Lences, III vizconde de Villerías, y de Teresa de Vega y Menchaca. Le sucedió su hijo:
- Pío Ángelo Orozco y Manrique de Lara (10 de abril de 1714-4 de enero de 1727), IV marqués de Zarreal.[7] Sin descendencia, sucedió su hermana:

- Ana María de Orozco Manrique de Lara y Villela (n. 1711), V marquesa de Zarreal,[7][6] IV marquesa de Olías, V marquesa de Mortara, VII duquesa de Ciudad Real, VI marquesa de San Damián, VII condesa de Aramayona, V condesa de Lences, VII condesa de Trviana, V vizcondesa de Villerías, VII condesa de Biandrina, condesa de Barrica,[6] y vizcondesa de Olías.

Casó, siendo la primera esposa, el 11 de mayo de 1729 en Alcalá de Henares, con Vicente Osorio Guzmán Vega y Spínola.  Le sucedió su hijo:
- Joaquín Antonio Osorio y Orozco Manrique de Lara (Madrid, 18 de mayo de 1734-Gibraltar, 2 de mayo de 1782),[8] VI marqués de Zarreal,[6] V marqués de Olías, VI marqués de Mortara, VIII duque de Ciudad Real, VIII marqués de San Damián, VIII conde de Aramayona, VI conde de Lences, VIII conde de Triviana, VI vizconde de Villerías, VIII conde de Briandina, señor de Butrón y Mújica y brigadier de los reales ejércitos.[6]

Casó el 6 de junio de 1751, en Madrid, con Rafaela Lasso de la Vega y Sarmiento (m. 1804)., hija de Luis Lasso de la Vega y Manrique de Lara, duque del Arco, marqués de Miranda de Anta, conde de Puertollano y caballero de la Orden de Santiago, y de su esposa María Francisca de Sarmiento y Zúñiga. Le sucedió su hijo:
- Benito Osorio Orozco y Lasso de la Vega (Madrid, 6 de marzo de 1762[8]-16 de octubre de 1800), VII marqués de Zarreal,[6] VI marqués de Olías, VII marqués de Mortara, IX duque de Ciudad Real, IX marqués de San Damián, IX conde de Aramayona, VII conde de Lences y VIII conde de Biandrina.[6]

Casó en primeras nupcias en 1795 con María Paula de Mena y Benavides. Contrajo un segundo matrimonio con Josefa Dominga de Carroz Centelles Catalá de Valeriola, III duquesa de Almodóvar del Río, VII condesa de Canalejas, VIII condesa de Gestalgar. Sin descendencia de ninguno de sus dos matrimonios.
Rehabilitado en 1923, por:
- María Teresa de Losada y González de Villalaz (Madrid, 26 de marzo de 1886-Madrid, 25 de septiembre de 1967), VIII marquesa de Zarreal,[1] III marquesa de San Felipe el Real de Chile, VII marquesa de Olías, V marquesa de Otero, XIV condesa de Santiago de Calimaya, hija de Ángel Pedro de Losada y Fernández de Liencres, I marqués de los Castellones.

Casó con Luis de Urquijo y Ussía (1887-1956), I marqués de Amurrio. Sucedió su sobrino, hijo de su hermano Eduardo Pedro de Losada y González de Villalaz y de su esposa Virginia Drake y Fernández-Durán.
- Emilio Losada y Drake (Madrid, 11 de marzo de 1904-15 de septiembre de 1982), IX marqués de Zarreal,[9]  XIII conde de Gavia, III marqués de los Castellones, VIII marqués de Villablanca y conde de Valdelagrana.[10]

Casó con Carmen Penalva y Baillo. Sucedió su hija a quien cedió el título:
- María del Carmen Losada y Penalva (m. Madrid, 16 de junio de 2021[11]), X marquesa de Zarreal.[12]

Casó con Armin Rose Tate. Sucedió su hijo:
- Luis Emilio Rose Losada, XI marqués de Zarreal.[13]